# Dominique Mamberti
Dominique Mamberti (Marràqueix, Marroc, 7 de març de 1952) és un prelat francès, cardenal de l'Església Catòlica. És prefecte del Tribunal Suprem de la Signatura Apostòlica des del 8 de novembre de 2014 i cardenal protodiaca des d'octubre de 2024.

## Biografia
Dominique Mamberti va néixer a Marràqueix, al Marroc, fill d'un funcionari. Es va criar a Vico, al sud de Còrsega. Durant els anys 60 va viure amb la seva família a Belfort, on llavors sovintejava l'església de Notre-Dame-des-Anges, on va fer la seva professió de fe al juny de 1965.
Està diplomat en ciències polítiques i dret públic. Va ser ordenat prevere per la diòcesi d'Aiacciu el 20 de setembre de 1981. Va ingressar al servei diplomàtic de la Santa Seu el 1986.
Ha representat el Vaticà a Algèria, Xile, al Líban i a les Nacions Unides. El 3 de juliol de 2002 va ser consagrat bisbe a la basílica de Sant Pere de Roma pel cardenal Angelo Sodano, llavors Secretari d'Estat de la Santa Seu. El papa li donà el títol d'arquebisbe in partibus de Sagone (situat a Còrsega, la seva regió d'origen).
Entre 2002 i 2006 va ser nunci apostòlic al Sudan, a Eritrea i a Somàlia. Nomenat secretari per les relacions amb els estats de la Secretaria d'Estat el 15 de setembre de 2006, càrrec equivalent al de ministre d'exteriors. Succeí a Giovanni Lajolo, que esdevingué governador de la Ciutat del Vaticà i president de la Comissió Pontifícia per l'Estat de la Ciutat del Vaticà.
Treballà en estreta col·laboració amb el cardenal Tarcisio Bertone, secretari d'Estat, i el Papa Benet XVI, car és considerat com a molt proper. El 16 de març de 2013 el Papa Francesc el confirmà provisionalment en les seves funcions amb el conjunt de responsables de la Cúria Romana. El 31 d'agost de 2013 va ser confirmat paral·lelament als altres superiors de la Secretaria d'Estat en les seves funcions de secretari per les relaciona amb els Estats pel Papa Francesc, sent substituït el secretari d'Estat per Pietro Parolin.
Al juliol de 2014, a causa de la situació a Gaza, Mamberti envià una nota oficial a tots els ambaixadors acreditats davant la Santa Seu, per reclamar la seva atenció sobre les crides del Papa Francesc pels cristians a l'Irak i d'altres zones de a l'Orient Mitjà. Mamberti explica que la Santa Seu està «profundament preocupada» pel patiment dels cristians a la regió, precisant que «Les comunitats cristianes pateixin injustament, tenen por, i nombrosos cristians han estat obligats a emigrar».
El 8 de novembre de 2014 és nomenat prefecte del Tribunal Suprem de la Signatura Apostòlica, substituint el cardenal Raymond Leo Burke, nomenat cardenal patró de l'orde sobirà de Malta.

### Cardenal
Va ser creat cardenal pel Papa Francesc, amb 19 prelats més, el 14 de febrer de 2015. va rebre el títol de cardenal diaca de Santo Spirito in Sassia.
D'aquest consistori, és l'únic prelat de cúria en activitat i l'únic francès en haver estat creat cardenal. A més, és el primer cors a accedir a aquesta dignitat des de feia més d'un segle. Però prefereix considerar-ho més com un senyal de confiança més que no pas una distinció: «El Papa Francesc ja m'havia confirmat en les meves funcions de Secretari per a les relacions amb els Estats el 2013 i posteriorment al mes de novembre em nomenà Prefecte del Tribunal Suprem de la Signatura Apostòlica. Va anunciar a inicis de mes la meva creació com a cardenal el 14 de febrer. Crec que són senyals ben significatius d'aquesta confiança, en particular el nomenament al Tribunal suprem de la Signatura Apostòlica que és l'orgue encarregat de l'administració de la justícia a l'Església, i sobretot el meu nomenament com a cardenal no és una promoció, una dignitat, però abans de tot el nomenament al Col·legi de Cardenals que és encarregat d'escollir el Papa i d'aconsellar-lo per les qüestions de major importància en el govern de l'Església.».
El 13 d'abril següent, el Papa Francesc el nomenà membre de la Congregació pel Culte Diví i la Disciplina dels Sagraments, de la Congregació per a les Causes dels Sants i membre del consell de cardenals i bisbes de la secció de relacions amb els estats de la Secretaria d'Estat.

## Honors
Gran Creu de l'orde al Mèrit de la República Italiana – 5 de febrer de 2007 ministres
 Comandant de la Legió d'Honor - 2009
 Banda de l'orde de l'Àliga Asteca – 22 de gener de 2015